# Alexandreion

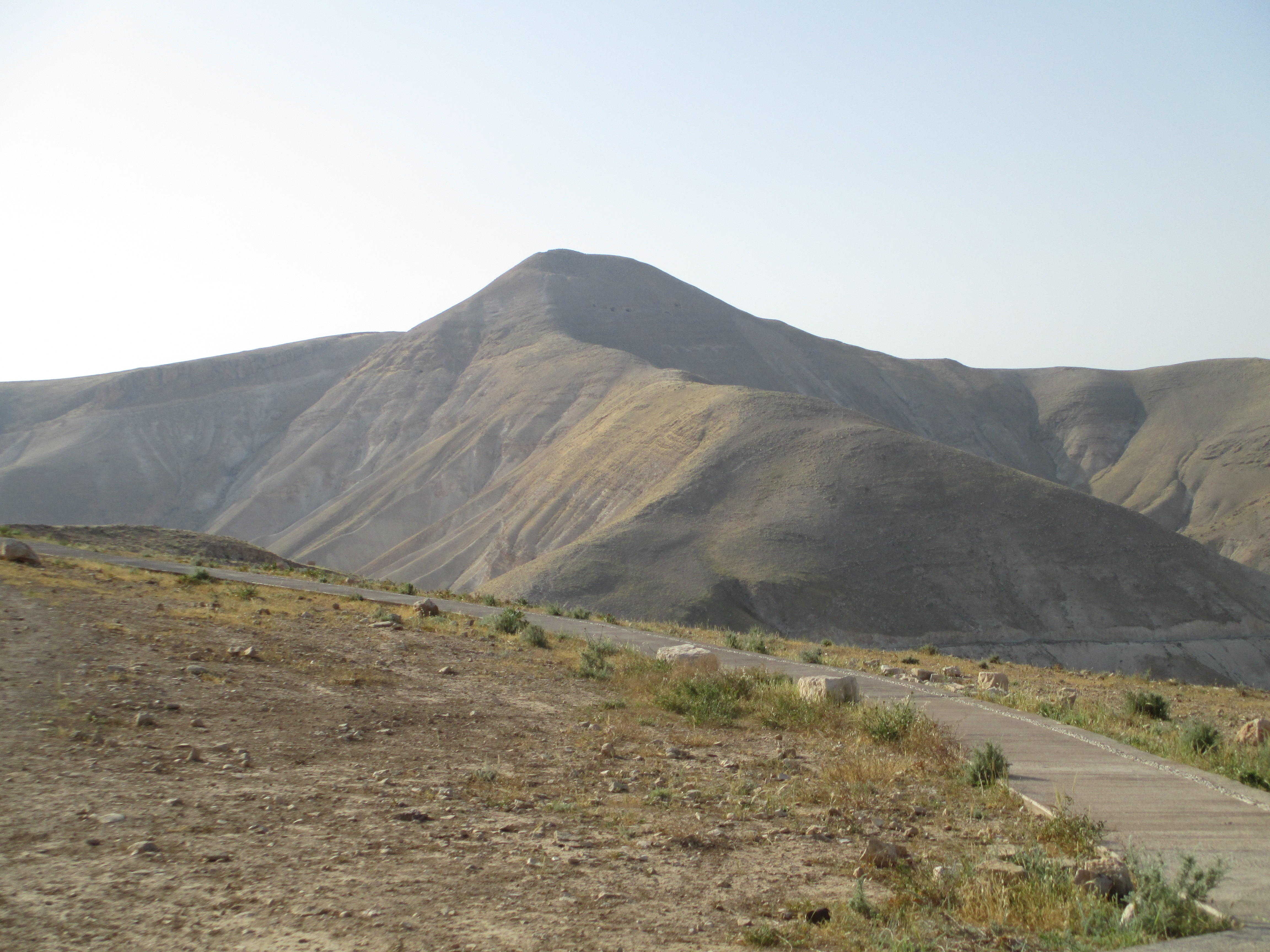
Lage von Alexandreion auf dem Berg Sartaba

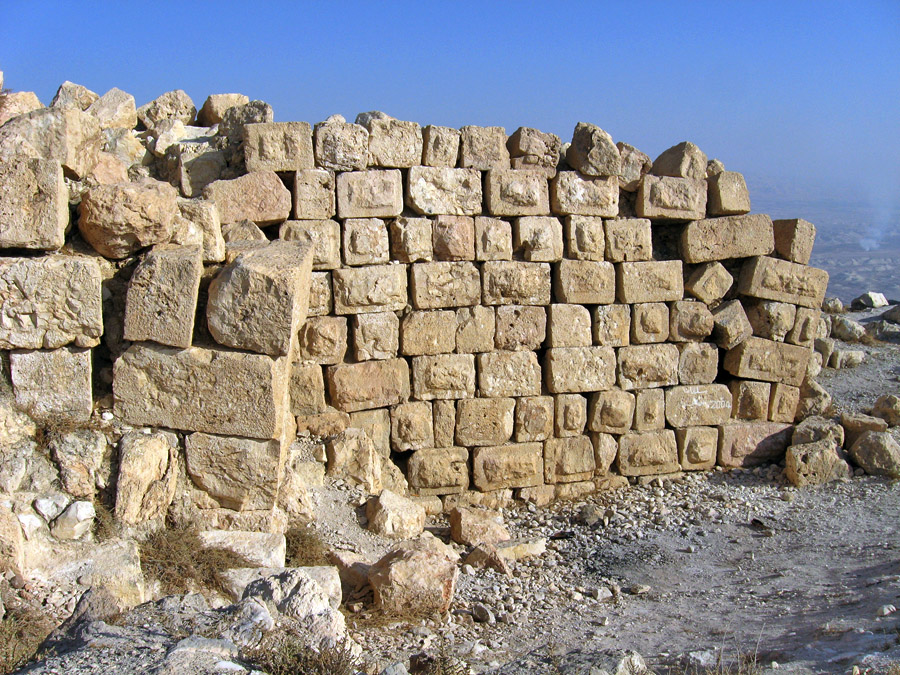
Überreste einer Mauer

Die Festung Alexandreion (lat. Alexandrium) gehörte mit Dok, Kypros, Hyrkania, Masada, Herodeion und Machaerus in eine Reihe von befestigten Plätzen, die von den jüdischen Königen aus dem Haus der Hasmonäer (165–37 v. Chr.) zum Schutz gegen innere und äußere Feinde errichtet und in der herodianischen Zeit zum Teil palastartig ausgebaut wurden.

## Name
Wie von Josephus in seinem Werk Jüdische Altertümer berichtet, hieß die Festung Alexandreion auf Griechisch (manchmal als Alexandrion vereinfacht), in der lateinischen Übersetzung der Altertümer als Alexandrium wiedergegeben. In der Mischna und im Talmud ist die Rede von Sartaba und der arabische Name lautet heute Qarn Sartabe, „Horn von Sartabe“.

## Lage
Die Burgfestung Alexandreion stand auf der Spitze des Berges Sartaba (arab.: Qarn Sartabe), am westlichen Rand des Jordantals, nördlich von Jericho und der von König Herodes erbauten Stadt Phasaelis (heute: arab. Fasa'il), südlich des (antiken) Ortes Koreai (heute: arab. Qerawa = Tell el-Mezar) und etwa fünf Kilometer südwestlich von der Mündung des Jabbok (Nahr ez-Zarqa) in den Jordan. Der kahle weithin sichtbare Berg Sartaba erhebt sich 728 m über dem Jordantal, 679 m über der Talsohle bei Koreai, 379 m über Meeresniveau. (Karte und Fotos: s. u.)

## Baustruktur
Von der Festung Alexandreion sind heute nur noch Überreste vorhanden. Auf dem Gipfel des Qarn Sartabe ist der Grundriss der Mauer und der Burg erhalten. Sie lag auf der Südseite des Gipfels und hatte die Form eines schmalen langen Blattes; der Bau setzte schmal ein und verbreiterte sich dann zahnförmig gegen Norden. Die Trümmer bezeugen herodianischen Baustil. Am Fuß der Burg lagen unbefestigte Wohnstätten.

## Geschichte
Die Burg Alexandreion wurde von dem jüdischen König Alexander Jannäus (103–76 v. Chr.) erbaut.
Königin Alexandra verwahrte in Alexandreion einen Teil ihrer „größten Kostbarkeiten“.
Im Jahre 63 v. Chr. fand der jüdische König Aristobulos II. dort Zuflucht vor dem römischen Feldherrn Gnaeus Pompeius Magnus, der sein Lager fünf Kilometer weiter nördlich bei Koreai aufschlug.
Auch sein älterer Sohn Alexander suchte in Alexandreion 57 v. Chr. Schutz vor dem römischen Feldherrn Aulus Gabinius, der ihn hier belagerte. Gabinius zerstörte die Festung, nachdem sie sich ihm ergeben hatte. Hier fand Alexander später seine letzte Ruhestätte.
Im Jahre 38 v. Chr., während des Krieges gegen Antigonos Mattatias, den Bruder des Alexander, baute Pheroras, der Bruder des Herodes, auf dessen Befehl die Trümmer wieder auf, wohl als Fluchtburg. Die von Pheroras ausgeführten Befestigungsarbeiten dürften provisorischen Charakter gehabt haben, da sie während des Krieges unternommen wurden.
Nach seinem Sieg 37 v. Chr. ließ Herodes die Burg Alexandreion ausbauen, sodass er sie später (zusammen mit den Befestigungen Hyrkania und Herodeion) dem Römer Marcus Vipsanius Agrippa bei dessen Besuch in Judäa (15 v. Chr.) als eine Musterleistung der Bautätigkeit vorführen konnte.
Herodes machte Alexandreion zum Hausbesitz der hasmonäischen Mitglieder seiner Familie (Mariamne I. und deren Mutter Alexandra) und zeitweilig auch zu deren Gefängnis. Den idumäischen Familienteil hingegen brachte er in Notzeiten in der Festung Masada in Sicherheit. Nach Johannes Hyrkanos’ II. Hinrichtung 31 v. Chr. ließ Herodes Alexandra und Mariamne in der Festung Alexandreion unter Bewachung zurück. Der Hausverweser Joseph und der Ituräer Sohaimos sollten die Frauen bewachen mit dem Befehl, sie zu töten, wenn Herodes von seiner Reise zu Oktavian nicht lebend zurückkehren sollte.
7 v. Chr. war der Kommandant der Burg Alexandreion in den Sturz der beiden Herodes-Söhne Aristobulos und Alexander verwickelt.

## Funktion als Königsgruft
Nachdem die beiden Söhne der Hasmonäerin Mariamne wegen angeblicher Umsturzpläne auf Befehl ihres Vaters 7 v. Chr. in Sebaste erdrosselt worden waren, wurden sie in den unterirdischen Gewölben der Burg Alexandreion beigesetzt, in der Nähe des Grabes des Hyrkanos, ihres Urgroßvaters mütterlicherseits und – wie Josephus sagt – „vieler ihrer Vorfahren“ (für eine mögliche Verehrung durch die Bevölkerung unzugänglich).